# Giuseppe Brioschi
Pour les articles homonymes, voir Brioschi.
Giuseppe Brioschi, né le 12 décembre 1802 à Trezzano sul Naviglio et mort le 24 novembre 1858, est un peintre et scénographe italien, actif également  en Autriche.

## Biographie
Giuseppe Brioschi naît le 12 décembre 1802 à Trezzano sul Naviglio.
Son père l'envoie à Milan pour étudier l'architecture à Brera, où il obtient un prix et une bourse d'études pendant sept ans. Outre l'architecture (1820-29), il étudie le dessin de perspective (1824-26) et l'ornementation (1830-34); à Brera, il est également l'élève du décorateur de la Scala, Alessandro Sanquirico. Il aide A. Sanquirico à peindre l'intérieur de la cathédrale de Milan.
En 1838, il est nommé peintre de la cour au théâtre Kärntnertor de Vienne, au service de l'empereur, il peint une partie des décors d'opéras et de ballets pendant vingt ans. À partir de 1854, il commence à travailler avec son fils et élève Carlo Brioschi.
Il meurt le 24 novembre 1858 à Vienne.